# Chill Out (album de The KLF)
Pour les articles homonymes, voir Chill out.
Albums de The KLF
The "What Time Is Love?" Story
(1989) The White Room
(1991)
Chill Out est le troisième album studio de The KLF sorti le 5 février 1990. C'est un des premiers albums-concept d'ambient house. La musique décrit un voyage imagé du jour vers la nuit à travers la Côte du Golfe des États-Unis commençant au Texas et finissant en Louisiane.
L'album a été conçu comme un seul morceau avec des samples d'Elvis Presley, Fleetwood Mac, Acker Bilk et des enregistrements de chants Khöömii parsemant les compositions originales de KLF.

D'après Bill Drummond, l'album et sa pochette ont : 
« The vibe of the rave scene over here [UK]. When we're having the big Orbital raves out in the country, and you're dancing all night and then the sun would come up in the morning, and then you'd be surrounded by this English rural countryside... we wanted something that kind of reflected that, that feeling the day after the rave, that's what we wanted the music for. »
— Bill Drummond, X Magazine

« L'ambiance de la scène rave d'ici (ndlr: au Royaume-Uni). Quand nous avons des grandes raves à ciel ouvert à la campagne, que vous dansez toute la nuit et qu'ensuite le soleil se lève le matin, et que vous êtes entouré par cette campagne rurale anglaise... Nous voulions quelque chose qui reflète à peu près cela, le ressenti du jour après la rave, c'est pour cela que nous avons créé cette musique »
— X Magazine

## Contexte

### Composition et enregistrement
Chill Out est un unique morceau séparé en parties distinctes, chacune d'elles étant raccordé par un segue ou une introduction vers la suivante. L'abum, dans son ensemble, est une progression, avec des percussions graduellement introduites pendant la seconde moitié. The KLF ont affirmé, lors d'interviews, avoir enregistré l'album lors d'une session continue de 44 minutes dans leur studio, Trancentral, basé dans la cave du squat du membre du duo KLF Jimmy Cauty à Stockwell à South London. En tout, des enregistrements ont eu lieu ont eu lieu à Trancentral et lors de l'évènement mensuel Land of OZ dans la discothèque Heaven de Londres. Cauty a déclaré : 
« There's no edits on it. Quite a few times we'd get near the end and make a mistake and so we'd have to go all the way back to the beginning and set it all up again. »
— Jimmy Cauty, X Magazine

« Il n'y a pas de modification. Plusieurs fois, nous étions près de la fin et faisions une erreur et du coup, nous devions retourner au début et tout recommencer. »
— X Magazine
D'après la deuxième partie du groupe, Bill Drummond, l'album a été produit en deux jours. Le magazine Record Collector a comparé les méthodes de production de KLF à d'autres artistes de musique électronique bien établis, comparant Jean-Michel Jarre et Klaus Schulze à des dinosaures qui s'entouraient de plus en plus de synthétiseurs, d'ordinateurs et de gadgets électroniques alors que KLF n'utilisait que le minimum vital.
Après l'enregistrement, le duo pensait que le son évoquait un voyage dans le Sud profond des États-Unis. Drummod déclara :
« I've never been to those places. I don't know what those places are like, but in my head, I can imagine those sounds coming from those places, just looking at the map. »
— Jimmy Cauty, X Magazine

« Je n'ai jamais été dans ces endroits. Je ne sais pas de quoi ils ont l'air, mais dans ma tête, je peux imaginer les sons qui viennent de ces endroits, juste en regardant une carte. »
— X Magazine
Les titres des parties sont des descriptions poétiques, souvent complétés par des phrases, incorporant des unités de temps, de lieu et des situations le long de l'excursion le long du Golfe.
Des parties musicales récurrentes unifient l'album. Les caractéristiques communes sont des plages éthérées, l'usage d'écho, la modification de hauteur des notes, des samples de nature et de transport, et la transition de douces boucles de synthétiseurs par des sons harmonieux. Le Sud profond est représenté par alternativement par la contribution de Graham Lee à la pedal steel guitar et des samples émotionnellement chargés venant de radios américaines comme le sermon d'un évangéliste, une série de samples d'un vendeur très insistant, et, dans Madrugada Eterna, un bulletin d'information détaillé d'un accident de voiture mortel.
Malgré son identification aux États-Unis, Chill Out présente des inspirations multi-ethniques par l'intégration d'enregistrements de bergers dans leurs pâtures, d'émission de radio russes, de chants de gorges Khöömii, d'oiseaux exotiques et d'une femme à l'accent africain venant de l'album 1987 (What the Fuck Is Going On?) de The JAMs qui sera aussi utilisé dans la chanson Justified & Ancient de KLF.
Des éléments utilisés plus tard par KLF dans la version « Pure Trance » de 3 a.m. Eternal et Last Train to Trancentral apparaissent dans la seconde partie de l'album, se dénotant des synthétiseurs minimalistes de la première moitié. De la même façon, des samples d'autres artistes sont utilisés au fil de l'album, s'harmonisant avec l'instrumentation originale de KLF.
Des parties de l'enregistrement original à Trancentral ou Land of Oz qui n'ont pas été utilisés ont été retravaillées pour devenir les singles A Huge Ever Growing Pulsating Brain That Rules from the Centre of the Ultraworld de The Orb et l'album Space du label KLF Communications par Jimmy Cauty. Des bootlegs existent aussi avec des versions additionnelles.

### Samples identifiés
Les samples utilisés dans Chill Out contribue fondamentalement au caractère de l'album, particulièrement grâce à l'utilisation récurrente d'effets sonores de matériel roulant ferroviaire et d'autres moyens de transport utilisés dans le voyage musical, souvent dans les segues entre les compositions. La plupart de ces effets sont des emprunts au CD de 1987 : Authentic Sound Effects Volume 2 d'Elektra Records. Les pistes utilisées sont Crossing Bells and Horn with Electric Train Pass et Short Freight Train Pass, de même que des versions retravaillées de F18 Diamond Fly-By, Dodge Van Starts, Drives Out, et Surf. On trouve des samples de radios américaines, britanniques et russes, incluant les bips du Greenwich Time Signal (en) de la BBC (ayant servi à indiquer chaque heure) et un jingle du Friday Rock Show animé par Tommy Vance sur BBC Radio 1 : Rock radio into the nineties and beyond. Les samples des chants Khöömii et du berger basque des Pyrénées viennent de la bande originale de la série Disappearing World diffusées dans les années 1980 sur Granada Television et éditée par Saydisc Records. La phrase : « Your feeling of helpnessness is your best friend, savage » provient du film de science-fiction Le Cerveau de la planète Arous de 1957.
L'album contient des samples reconnaissables d'enregistrements d'autres artistes : In the Ghetto d'Elvis Presley second single le plus vendu au Royaume-Uni en 1969, Albatros de Fleetwood Mac classé numéro 1 au Royaume-Uni en 1968, de même que Oh Well Part II, et Stranger on the Shore d'Acker Bilk numéro 1 en 1961 aux États-Unis, sont tous utilisés de manière évidente, à chaque fois pour accompagner les compositions originales. Les compositeurs de ces tubes sont cités en tant que co-compositeurs dans les notes du livret du CD pour Elvis on the Radio Steel Guitar in My Soul, 3am Somewhere out of Beaumont, et A Melody from a Past Life Keeps Pulling Me Back respectivement et les interprètes sont présents dans les remerciements. Le groupe Jesus Loves You de Boy George est aussi remercié pour un sample du single After the Love présent sur 3am Somewhere out of Beaumont. Un court sample de l'instrumental Eruption de Van Halen apparaît dans A Melody from a Past Life Keeps Pulling Me Back. The Lights of Baton Rouge Pass By utilise un sample de la bande originale du film Les Grands Espaces et de Pacific State de 808 State.

## Accueil critique et héritage
Ian Cranna de Q, dans une analyse lors de la sortie de l'album, décrivit Chill Out comme une « bande-son impressionniste » dont les « sections électroniques spartiates mais mélodiques s'atténuent délicatement dans les espaces grands ouverts », et conclut que l'album est « à la fois imaginatif en soi et prospère à créer une humeur heureuse de paix et de relaxation (au moins la nuit) »,. Helen Mead de NME qualifia l'album comme « une musique d'émeute d'eau courante, de chants d'oiseaux et de grondement électronique »,. Ian McCann de The Face proposa que, si l'auditeur n'était pas sous l'influence de drogues, l'album sonnerait « désespérément pompeux et presque classique »,.
Dans une analyse retrospective de 1994, Andrew Collins (broadcaster) (en) de Q décrivit les KLF comme « en avance sur leur temps » et ajouta que « le fait que Chill Out ait été vu largement comme un urinary extraction exercise à ce moment, alors que de telles peintures sonores forgent maintenant les jeunes carrières vers l'émotion jusqu'à leurs moments les plus doux, voire les plus complices »,. The Times qualifia l'album comme un « classique déchu »,, alors que John Bush de AllMusic récompensa l'album de cinq étoiles et le cita comme « un des albums d'ambient essentiels »,. Dans une analyse "On Second Thought", dans Stylus, le critique Scott Plagenhoef trouva que Chill Out était « moins comme un matin qui se lève mais plus comme la lente arrivée d'un nouveau jour » et un album qui « révèle lentement ses charmes »,.
Dans un numéro en 1996, Mixmag nomma Chill Out cinquième meilleur album de dance de tous les temps, citant Jimmy Cauty et Alex Paterson comme ayant lancé l'Ambient avec leurs sets dans les soirées house Land of Oz. Dom Philips de Mixmag décrivit Chill Out comme « un patchwork magnifique de sons, bruits et mélodies... les samples sont tissés consciencieusement en une belle toile d'araignée de son »,. Ira Robbins de Trouser Press fut moins favorable dans sa critique de Chill Out, le comparant à « un enregistrement accidentel de sessions de Pink Floyd dans les années 1970 pendant lesquels tous les participants sont, soi partis, soi se sont endormis », ajoutant que « c'est la bande-son agréablement atténuée d'un film inexistant qui est facilement oubliée »,. En 2008, Pitchfork inclut Wichita Lineman Was a Song I Once Heard dans leur liste des 500 plus grands chansons entre 1983 et 2008 incluse dans leur guide The Pitchfork 500 (en) et, plus tard, en 2010, classa le morceau au numéro 80 dans leur top 200 des années 1990.
En juillet 2004, le collectif britannique Popdamage a « reconstruit » Chill Out lors d'une performance live au festival musical The Big Chill (music festival) (en), recréant la plupart des parties vocales et des samples de l'album en direct sur scène.

## Thèmes
L'utilisation d'un voyage en tant que fil conducteur est récurrente dans les œuvres de Cauty et Drummond, incluant The White Room, Justified and Ancient et America: What Time Is Love?. L'album Space de Cauty et le premier album de The Orb : The Orb's Adventures Beyond the Ultraworld, a aussi employé ce concept de voyage.
Les moutons, qui apparaissent à la fois sur l'enregistrement de Chill Out et sur la pochette de l'album, est devenu un des thèmes principaux de la production de KLF en figurant dans la vidéo Waiting des films KLF, sur la pochette de The White Room et, plus tard, dans un geste macabre, lors d'une apparition controversée à la cérémonie des Brit Awards de 1992. Drummond cite la pochette d'Atom Heart Mother de Pink Floyd comme inspiration pour les illustrations de Chill Out.
Bill Drummond a documenté son affinité pour la pedal steel et la musique country, indiquant que, malgré le fait qu'il ait « aimé toutes sortes de musiques,... la musique country est la seule musique à laquelle [il a] été capable de s'identifier », et déclara : « les pleurs de la pedal steel guitar est le son d'une corde sensible en train d'être tordue ».

## Personnel
Jimmy Cauty et Bill Drummond sont crédités, dans le livret, pour la « composition, la compilation et la collecte » de l'album,. 

## Liste des chansons
La liste des pistes de Chill Out se base sur le début et la fin des parties, plutôt que la conventionnelle séparation et numérotation des morceaux, indiquant que l'album doit être considéré comme une composition en tant que telle. La première version du CD éditée par KLF Communications n'était constituée que d'une piste.
| No  | Titre | Durée |
| --- | --- | ----- |
| 1.  | Brownsville Turnaround on the Tex-Mex Border | 1:43  |
| 2.  | Pulling out of Ricardo and the Dusk is Falling Fast | 1:29  |
| 3.  | Six Hours to Louisiana, Black Coffee Going Cold | 3:01  |
| 4.  | Dream Time in Lake Jackson | 2:37  |
| 5.  | Madrugada Eterna | 7:41  |
| 6.  | Justified and Ancient Seems a Long Time Ago | 1:09  |
| 7.  | Elvis on the Radio, Steel Guitar in My Soul (contient un sample de In the Ghetto d'Elvis Presley)                                                                     | 2:40  |
| 8.  | 3 a.m. Somewhere out of Beaumont (contient des samples d'After the Love de Jesus Loves You et d'Albatross et dOh Well Part II de Fleetwood Mac)                       | 9:50  |
| 9.  | Wichita Lineman Was a Song I Once Heard | 5:57  |
| 10. | Trancentral Lost in My Mind | 0:56  |
| 11. | The Lights of Baton Rouge Pass By (contient des samples de la bande originale du film Les Grands Espaces composée par Jerome Moross et de Pacific State de 808 State) | 3:26  |
| 12. | A Melody from a Past Life Keeps Pulling Me Back (contient des samples dEruption de Van Halen et de Stranger on the Shore d'Acker Bilk)                                | 1:51  |
| 13. | Rock Radio into the Nineties and Beyond | 1:27  |
| 14. | Alone Again with the Dawn Coming Up | 0:19  |